# Steve Wyatt

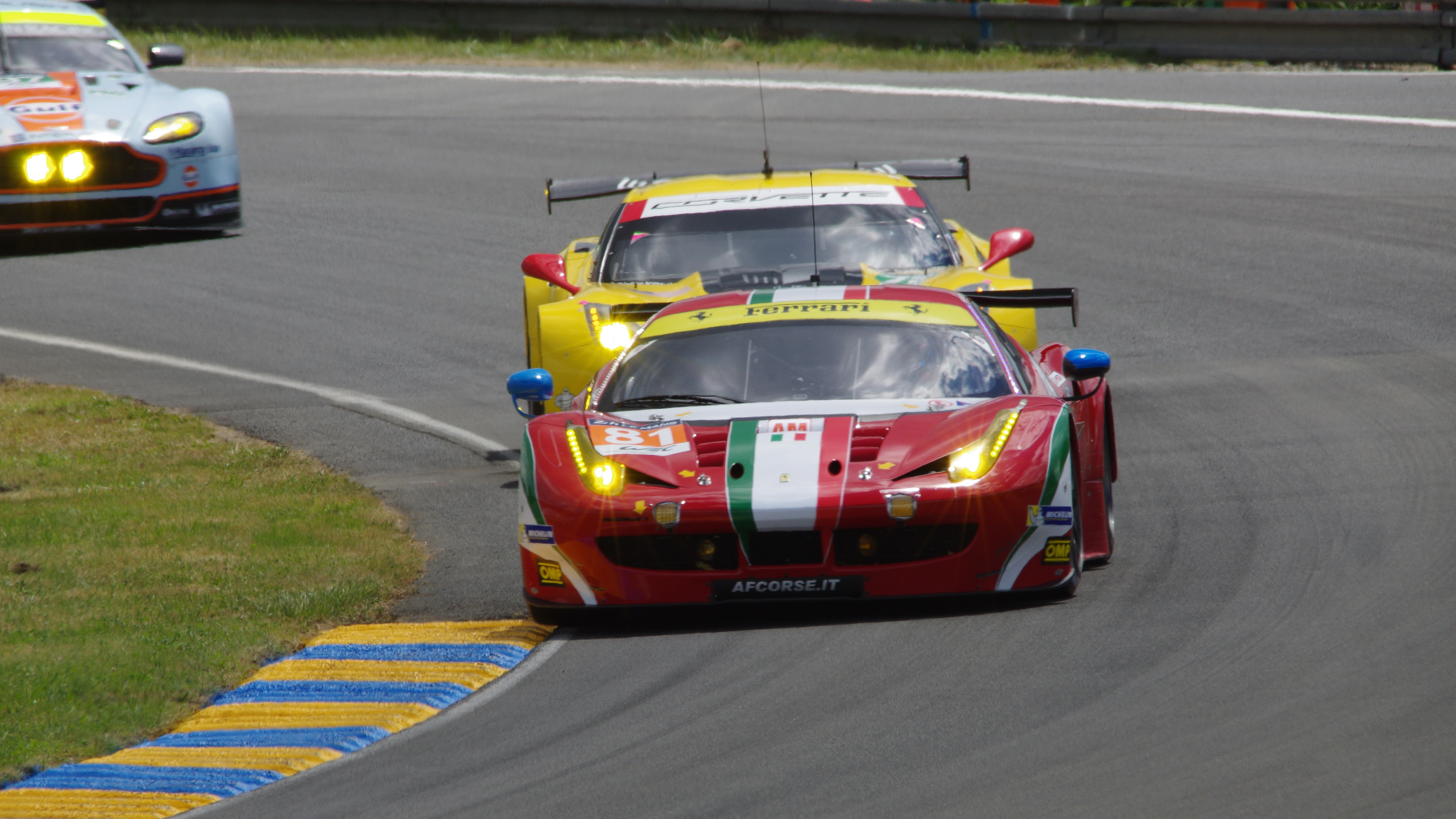
Der Ferrari 458 Italia GT2 von Sam Bird, Michele Rugolo und Steve Wyatt beim 24-Stunden-Rennen von Le Mans 2014

Stephen „Steve“ Wyatt (* 23. April 1980 in Perth) ist ein ehemaliger australischer Autorennfahrer.

## Karriere im Motorsport
Steve Wyatt war in den 2010er-Jahren als GTpilot aktiv. Wyatt kam aus der Ferrari Challenge und bestritt 2014 für AF Corse eine komplette Saison in der FIA-Langstrecken-Weltmeisterschaft. Seine beste Platzierung bei einem Wertungslauf war der 15. Rang im Gesamtklassement beim 6-Stunden-Rennen von São Paulo. Beim 24-Stunden-Rennen von Le Mans fiel er nach einem Unfall von Sam Bird, der in der Anfangsphase des Rennens in den Unfall von Nicolas Lapierre im Toyota TS040 Hybrid verwickelt war, vorzeitig aus. Das 24-Stunden-Rennen von Spa-Francorchamps dieses Jahres beendete er als Gesamtachter.
Zweimal, 2012 und 2013, gewann er das Wanneroo 300, ein GT- und Tourenwagenrennen auf dem Barbagallo Raceway. 2013 sicherte er sich die Gesamtwertung der GTC-Klasse der Asian Le Mans Series und wurde 2015 Gesamtsieger der Ferrari Challenge Asia Pacific - Trofeo Pirelli.

## Statistik

### Le-Mans-Ergebnisse
| Jahr | Team     | Fahrzeug               | Teamkollege | Teamkollege    | Platzierung | Ausfallgrund |
| ---- | -------- | ---------------------- | ----------- | -------------- | ----------- | ------------ |
| 2014 | AF Corse | Ferrari 458 Italia GT2 | Sam Bird    | Michele Rugolo | Ausfall     | Unfall       |